# Chim thiên đường nhỏ
Chim thiên đường nhỏ (danh pháp hai phần: Paradisaea minor) là một loài chim thuộc họ Chim thiên đường (Paradisaeidae).

## Mô tả
Chim thiên đường nhỏ có chiều dài 32 cm. Loài chim này sinh sống ở khắp khu rừng phía bắc New Guinea và các đảo gần đó Misool và Yapen. Phổ biến rộng rãi và phổ biến ở phạm vi rộng lớn của nó, chim thiên đường nhỏ được đánh giá là loài ít quan tâm trong sách đỏ của IUCN. Nó được liệt kê trong Phụ lục II của Công ước CITES. Giống như nhiều loài chim thiên đường khác, loài chim này dị hình giới tính mạnh. Loài chim này giống với chim thiên đường lớn nhưng con trống của loài chim thiên đường lớn có ngực tối còn con mái hoàn toàn màu nâu.